# Ibrahima Sy
Ibrahima Sy est un universitaire et homme politique sénégalais. Il est originaire du Nord du Sénégal (Podor), marié et père de 3 enfants.

## Carrière
Il a complété son doctorat en géographie de la santé à l'Université de Strasbourg (France). Ibrahima Sy a précédemment travaillé à l'Université de Strasbourg en tant que professeur associé (2004-2006 et 2008-2013), au Centre suisse de recherche scientifique en Côte d'Ivoire en tant que chercheur (2007-2009) et au Centre suisse de recherches tropicales et publiques. Institut de Santé en tant que Chef de Projet Sud (2009-2015), et le Centre de Surveillance Ecologique (CSE) de Dakar en tant que Chercheur Associé (2016-2017),.
Ces dernières années, il est également enseignant-chercheur au Département de géographie de l'Université Cheikh-Anta-Diop (UCAD), en Dakar (Sénégal). Son domaine d'intérêt est l'assainissement de l'eau, l'épidémiologie spatiale et les politiques environnementales de santé publique,.

## Parcours politique
Le 5 avril 2024, il est nommé ministre de la Santé et de l'Action sociale dans le gouvernement Sonko .